# Bulbophyllum bryophilum
Bulbophyllum bryophilum är en orkidéart som beskrevs av Johan Hermans. Bulbophyllum bryophilum ingår i släktet Bulbophyllum och familjen orkidéer. Inga underarter finns listade i Catalogue of Life.